# Jogos Parapan-Americanos de 2027
Os Jogos Parapan-Americanos de 2027, oficialmente denominados como VIII Jogos Parapan-Americanos, e comumente conhecidos como os ParaPan de Lima 2027, serão um grande evento multiesportivo internacional para atletas com deficiências, celebrado na tradição dos Jogos Parapan-Americanos, regidos pelo Comitê Paralímpico das Américas. Seguindo uma regra adotada desde os Jogos Parapan-Americanos de 2007, a cidade escolhida para receber os Jogos Pan-Americanos recebe automaticamente o Parapan, ocorrendo quinze dias após o Pan.
Inicialmente, o torneio estava previsto para acontecer em Barranquilla, na Colômbia, que havia sido oficializada no dia 27 de agosto de 2021, uma vez que era até então a única cidade candidata naquele pleito. No entanto, em 3 de janeiro de 2024, Barranquilla perde os direitos de sediar o Parapan após o descumprimento de cláusulas contratuais. Um novo processo de licitação foi aberto e em 12 de março de 2024, Lima, a capital peruana, foi escolhida para receber a competição, vencendo Assunção, capital do Paraguai.
Lima se torna a primeira cidade a receber duas vezes o Parapan, uma vez que já foi sede em 2019.

## Organização

### Locais de competição
A ideia é reaproveitar toda a estrutura montada para 2019, mas realizando alguns ajustes pontuais para se adequar às atuais regras pan-americanas.
| Instalações esportivas                | Instalações esportivas          |
| Local                                 | Modalidades                     |
| ------------------------------------- | ------------------------------- |
| Cluster centro (VIDENA)               |                                 |
| Estádio de Atletismo                  | Paratletismo                    |
| Centro Aquático                       | Para-Natação                    |
| Poliesportivo 1                       | Basquetebol em cadeira de rodas |
| Poliesportivo 2                       | Judô Para-Powerlifiting         |
| Poliesportivo 3                       | Badminton Tênis de mesa         |
| Velódromo Nacional                    | Para-Ciclismo de pista          |
| Centro de Exposição de Tênis          | Tênis em cadeira de rodas       |
| Cluster sul (Villa Maria del Triunfo) |                                 |
| Estádio de Hóquei                     | Futebol de cinco                |
| Estádio de Rugby 7                    | Futebol de sete                 |
| Base aérea de Las Palmas              | Para-Tiro Desportivo            |
| Poliesportivo de Villa El Salvador    | Bocha Rugby em cadeira de rodas |
| Callao                                |                                 |
| Coliseu Miguel Grau                   | Golbol                          |
| Poliesportivo do Callao               | Para-Taekwondo                  |
| Cluster oeste (Costa Verde)           |                                 |
| Circuito San Miguel                   | Para-Ciclismo de Estrada        |

## Participantes
Um total de 33 Comitês Paralímpicos Nacionais são esperados para enviar delegações aos Jogos de Lima.
| - ANT Antígua e Barbuda - ARG Argentina - ARU Aruba - BAR Barbados - BER Bermudas - BRA Brasil - CAN Canadá - CHI Chile - COL Colômbia - CRC Costa Rica - CUB Cuba | - ECU Equador - USA Estados Unidos - ESA El Salvador - GRN Granada - GUA Guatemala - GUY Guiana - HAI Haiti - HON Honduras - ISV Ilhas Virgens Americanas - JAM Jamaica - MEX México - NCA Nicarágua | - PAN Panamá - PAR Paraguai - PER Peru (Sede) - PUR Porto Rico - DOM República Dominicana - VIN São Vicente e Granadinas - SUR Suriname - TTO Trinidad e Tobago - URU Uruguai - VEN Venezuela |

## Publicidade

### Logotipo
O logotipo oficial foi apresentado no dia 8 de agosto de 2025, durante a 63ª reunião da PanAm Sports em Assunção. A logomarca é inspirada na identidade visual dos Jogos Paralímpicos de Verão de 2028 e trás como destaque a tocha pan-americana dentro da letra A, que segundo os organizadores, destaca as chamas do Machu Picchu, principal cartão postal peruano. É a segunda edição seguida que o logotipo dos Jogos Pan-Americanos será o mesmo dos Jogos Parapan-Americanos, sem haver a necessidade de criar uma marca alternativa.

### Mascote
A ser anunciado em 2026.